# Славная (река, Итуруп)
Сла́вная — река на острове Итуруп в России.
Длина реки — 23 км. Площадь её водосборного бассейна 145 км². Берёт начало из озера Славное. Общее направление течения реки с юго-востока на северо-запад. Впадает в Охотское море. В устье находится покинутый посёлок Славное (яп. Сибэторо).

## Данные водного реестра
По данным государственного водного реестра России относится к Амурскому бассейновому округу.
Код водного объекта 20050000312118300010898.